# Svarttjärnen (Gunnilbo socken, Västmanland)
Svarttjärnen är en sjö i Skinnskattebergs kommun i Västmanland och ingår i Norrströms huvudavrinningsområde. Svarttjärnen ligger i Stora Flyten och Stormossen Natura 2000-område.